# الکساندروس کارتالیس
الکساندروس کارتالیس (یونانی: Αλέξανδρος Καρτάλης؛ زادهٔ ۲۹ ژانویهٔ ۱۹۹۵) بازیکن فوتبال اهل آلمان است.
از باشگاه‌هایی که در آن بازی کرده‌است می‌توان به باشگاه فوتبال گروتر فورث و باشگاه فوتبال وی‌اف‌آر آلن اشاره کرد.